# Ribautia taeniata
Ribautia taeniata är en mångfotingart som beskrevs av Ribaut 1923. Ribautia taeniata ingår i släktet Ribautia och familjen storjordkrypare.
Artens utbredningsområde är Nya Kaledonien. Inga underarter finns listade i Catalogue of Life.